# Trisha
Trisha ist ein weiblicher Vorname.

## Herkunft und Bedeutung
Der Name wird zumeist im Englischen verwendet und ist eine Kurzform von Patricia.
Weitere Varianten sind Pat, Patsy, Patti, Pattie, Patty, Tricia, Trish, Trecia, Tresha. 

## Bekannte Namensträgerinnen
- Trisha Brown (1936–2017), US-amerikanische Choreografin und Tänzerin
- Trisha Donnelly (* 1974), US-amerikanische Künstlerin
- Trisha Edwards (* vor 1981), Szenenbildnerin
- Trisha Uptown (* 1979), ehemalige US-Pornodarstellerin
- Trisha Yearwood (* 1964), US-amerikanische Countrysängerin